# Ana Correa
Ana Correa Benites (Lima, 1953) es una actriz, educadora y directora de teatro peruana. Forma parte del grupo cultural de creación colectiva Yuyachkani desde 1978. Es una mujer reconocida internacionalmente por su compromiso por los derechos humanos y la defensa de la mujer a través del arte y la educación.

## Trayectoria

### Centro de Experimentación Escénica
En 1993 dirige el Centro de Experimentación Escénica (Cexes) del grupo cultural Yuyachkani junto a Fidel Melquiades, con el objetivo de investigar, crear y difundir obras de acción escénica con jóvenes en espacios no convencionales en temas de derechos humanos.
El 2015 estrenan la obra La lupuna. Cómo apareció el río en el contexto de los impactos de la contaminación petrolera y de las construcciones de infraestructura fluvial y la defensa de los derechos ambientales, territoriales y culturales de los indígenas kukamas.

### Pontificia Universidad Católica del Perú
Como docente de la Pontificia Universidad Católica del Perú (PUCP) el 2016 estrena la obra Visita guiada que dirige con la participación de los estudiantes de la Facultad de Artes Escénicas con el objetivo de visibilizar el rol de las mujeres en la historia del Perú. La obra teatral está basada en la historia de 144 mujeres condecoradas por José de San Martín por su participación en la Independencia del Perú.

## Obras

### Teatro

#### Con Yuyachkani
- 2002. Rosa Cuchillo (Yuyachkani, 20 min), obra unipersonal de acción escénica creada para ser confrontada en los mercados andinos del interior del Perú.[8] La obra está basada en la novela homónima de Oscar Colchado y los procesos personales de Ana Correa.[9]
- 2007. Kay Punku (Yuyachkani), con Debora Correa.[10] Es una obra basada en los testimonios de las mujeres de Ayacucho, Huancavelica, Huanuco y Apurímac, víctimas de violencia sexual en los años de guerra interna.
- 2013. Confesiones (Yuyachkani), obra unipersonal de acción escénica dirigida por Miguel Rubio Zapata en donde la actriz dialoga sobre los procesos creativos con los personajes creados de sus obras anteriores.[11]

- 2017. La rebelión de los objetos (Yuyachkani), obra unipersonal.[12]
- 2019. Palla S.A. (Yuyachkani), conferencia escénica unipersonal.[13]

#### con Chaski Q' enti
- 2012. Te voy a contar... del río, el mono, la kiwicha y el país de la nada (Chaski Q' enti), con Debora Correa.[14]
- 2017. Unu willayuk. Te voy a contar del agua (Chaski Q' enti), con Debora Correa.[15]

### Publicaciones
- 2009. Tirulato: teatro peruano para niñas y niños. ISBN 978-9972-38-924-5. (Lima: Editorial San Marcos), con Amiel Cayo.
- 2009. Notas para una psicología social: ... como una crítica a la vida cotidiana.. ISBN 978-1-4135-7863-8. (Córdoba: Editorial Brujas).

### Audiovisuales
- 2000. Demostración pedagógica de Ana Correa.. (Hemispheric Institute Digital Video Library), con Miguel Rubio Zapata y Grupo Cultural Yuyachkani.

### Artículos
- 2008. «Sanaciones y reparaciones simbólicas:“Rosa Cuchillo”.». KARPA - Journal of Theatricalities and Visual Culture / Revista de Teatralidades e Cultura Visual (California State University). 2008. ISSN 1937-8572.

## Premios y reconocimientos
- 2012. Personalidad Meritoria de la Cultura por el Ministerio de Cultura del Perú.[16]
- 2013. Festival Palabra de Mujer, homenaje.[3]